# Jasha Levi
Jakov Levi (Jaša in slavo, Jasha in inglese; Sarajevo, 1921 – 20 novembre 2013) è stato un giornalista, scrittore e commentatore radiofonico jugoslavo, reporter dagli USA e da tutto il mondo.
Ebreo, ha vissuto la seconda guerra mondiale e ha pubblicato sull'argomento due libri di grande successo: Last Exile e Requiem for a Country.

## Biografia
Jakov Levi nacque nel 1921 a Sarajevo, in quella che allora era la Iugoslavia, da una famiglia ebrea sefardita di commercianti di stoffe. Dopo aver frequentato la scuola cattolica a Sarajevo, si iscrisse alla facoltà di architettura a Belgrado.
Appassionato di letteratura e filosofia, fu influenzato dal surrealismo, e dalla letteratura iugoslava, francese, russa e americana, oltre che da Dante, Ignazio Silone, Italo Svevo, Luigi Pirandello, Alberto Moravia e dalle polemiche antifasciste di Benedetto Croce. Filocomunista in gioventù, partecipò alla rivolta di Belgrado che scatenò l'occupazione dei Balcani da parte dell'esercito tedesco.
Jasha aveva 19 anni quando scoppiò la guerra: nonostante la giovane età aderì fin da principio alla resistenza e trascorse gran parte della seconda guerra mondiale in Italia, ad Asolo, dove era stato deportato, e a Roma. I suoi due libri più importanti, Last Exile (2009) e Requiem for a country (2011), raccontano questo periodo fondamentale della storia europea che cambiò la sua vita insieme a quella di milioni di persone.
Dal 1944 alla fine della guerra militò nell'esercito di Tito, partecipando alla cacciata dell'esercito tedesco dalla Dalmazia.
A 24 anni divenne corrispondente estero: in questa veste seguì la Conferenza di Pace di Parigi del 1946; poi fu corrispondente dalla Grecia, dalla Turchia, da Budapest e da Praga. Nel 1948 fu il redattore dell'articolo di fondo del più importante quotidiano di Belgrado, Borba, dedicato alla rottura tra Tito e Stalin.
Inviato alla Conferenza di Pace coreana di Panmunjom e al successivo incontro di Lake Success in USA, coprì le convention repubblicane e democratiche del 1956 e fu giornalista accreditato presso la Casa Bianca. Nel novembre del 1956 rassegnò le sue dimissioni dalla testata iugoslava per protesta contro il rifiuto di Belgrado di schierarsi contro l'invasione sovietica in Ungheria. Trovato asilo a New York, all'età di 35 anni cominciò la sua vita in America, dove lavorò come operaio, progettista, commesso.
Scrisse per Parade Magazine, Readers Digest, American Spectator, The New Republic, Saturne, dal 1957 al 1958. Funzionario di due organizzazioni non profit negli Stati Uniti, introdusse nuove tecnologie audio-tattili.
Tenne conferenze presso club italo-americani a partire dal 1987 riguardo alla sua esperienza di deportato ad Asolo durante la seconda guerra mondiale dal 1941 al 1943, raccontando della scuola per gli ebrei rifugiati e dell'iscrizione degli studenti nel Ghetto di Venezia nel 1942 e 1943. Intervenne in molte occasioni sulla Nazione che non esiste più; dirigendosi a studenti delle scuole medie e superiori, narrò di una vita Alla periferia dell'Olocausto durante la seconda guerra mondiale in Europa; al seminario del War College del 7 novembre 2009 a Gettysburg, parlò della campagna dalmata dal 1944 fino alla fine della guerra.

## Opere
- Oko Trsta (Su Trieste), Državni Izdavački Zavod, Beograd 1945 (Storia della disputa territoriale tra Italia e Iugoslavia)
- Злочuн проmuв nравосуъа (Crimini contro la giustizia), Омладина, Belgrade 1950 (Una critica del viaggio-show in stile sovietico del premier Laszlo Rajk a Budapest)
- Oblaci nad svijetom—Putem Ujedinjenih Nacija (Nuvole sul mondo—Sul cammino delle Nazioni Unite), Svjetlost, Sarajevo 1951
- Susreti u Aziji (Incontri in Asia), NIP, Zagreb, 1951
- The Last Exile. The Tapestry of a Life, BookSurge Publishing, 2009, ISBN 1439251045
- Requiem for a country. A history lesson, Hibou Editions, 2011, ISBN 978-1-105-17099-7

## Articoli
- Tactile Perception, Cambridge University Press, 1982